# Cynomops greenhalli
Cynomops greenhalli é uma espécie de morcego da família Molossidae. Pode ser encontrada no Equador, Colômbia, Venezuela, Guiana, Suriname, Guiana Francesa, Brasil, e Trinidad e Tobago.